# Autoportret (obraz Rembrandta)
Autoportret – jeden z pierwszych obrazów Rembrandta namalowany ok. 1628 roku, na dębowej desce. Obecnie znajduje się w Rijksmuseum w Amsterdamie.
Obraz wyróżnia się swobodą ujęcia i oryginalnością techniczną. Aby oddać rozbłyski światła na włosach, malarz wykonał wgłębienia na świeżo nałożonej farbie trzonkiem pędzla.